# Tuzobús
El Tuzobús es un sistema de autobús de tránsito rápido para la ciudad de Pachuca de Soto y su zona metropolitana, en el estado de Hidalgo, México. El 29 de octubre de 2013, empezó de manera oficial la construcción de la primera ruta troncal, el 16 de agosto de 2015, fue inaugurado y puesto en funcionamiento la ruta troncal (Centro Histórico-Terminal Téllez).

## Historia

### Antecedentes y construcción

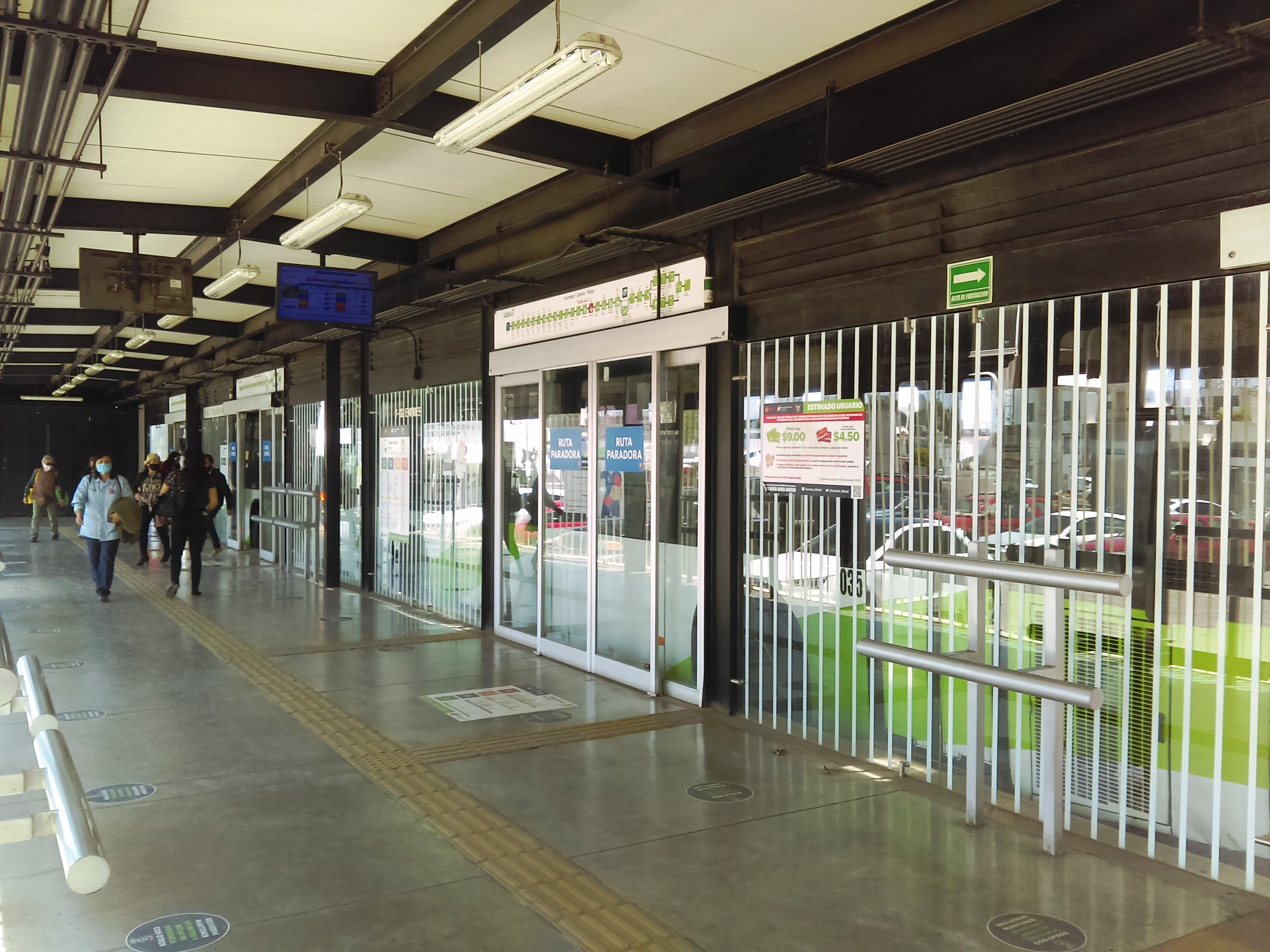
Interior de la Estación Bicentenario.

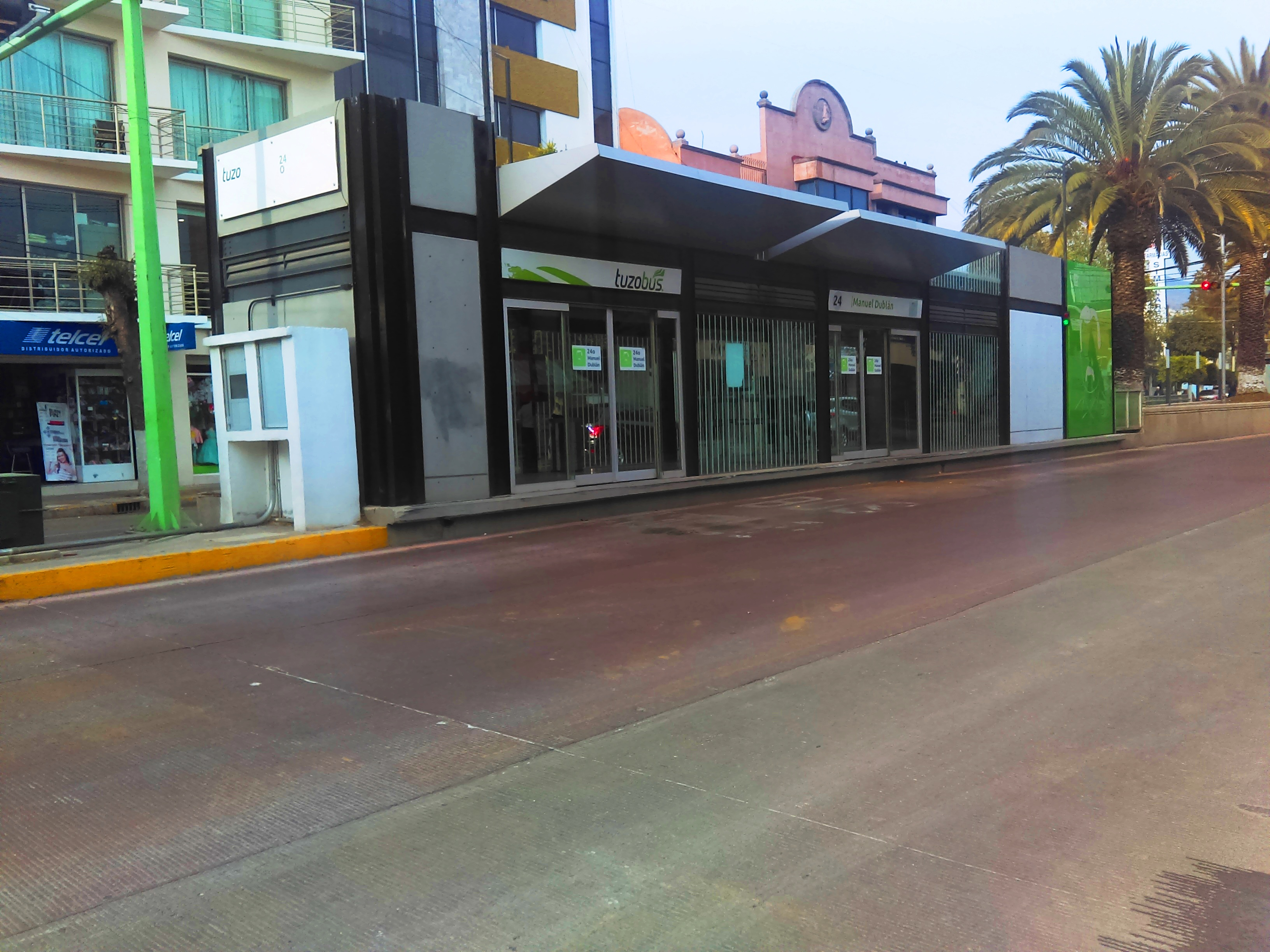
Estación Manuel Dublán.

En el año 2008, el Gobierno del Estado de Hidalgo planteo un sistema de autobús de tránsito rápido, como parte de un Proyecto Regional de Movilidad Urbana de la Zona Metropolitana de Pachuca. Como parte del proyecto se tenían contempladas seis líneas, la primera ruta troncal daría servicio cubriendo una ruta alrededor de Pachuca de Soto. Las cinco rutas troncales restantes cruzarían la región de un punto a otro, por ejemplo, de centro a sur; otra de Loreto a Zapotlán, una más por el Río de las Avenidas y una última del distribuidor vial Bicentenario a la Plaza de Toros.
El 17 de noviembre de 2011 se hizo el anuncio oficial de la construcción del Tuzobús, como nuevo medio de transporte. En un inicio se anunció que las primeras obras darían inicio en el año 2012; después se anunció que su construcción formalmente en el año 2013; y quedaría terminado para el segundo semestre de 2013. El 29 de octubre de 2013, arrancó de manera oficial la construcción de la ruta troncal; con una inversión inicial de 857 millones pesos mexicanos. Se informó que sería funcional en agosto de 2014.
El 16 de agosto de 2015 a las 07:00 a. m. fue inaugurado y puesto en funcionamiento la ruta troncal (Centro-Téllez), con la salida de dos unidades en ambos sentidos de Téllez hacia el centro de Pachuca y viceversa; con una inversión final de 1278 millones pesos mexicanos, en su infraestructura. El Corredor 1 en un inicio contó con cinco servicios de ruta, cuatro ofrecen una ruta exprés y una ruta paradora; y contó con 19 rutas alimentadoras.

### Primeros años
En abril de 2017 se anunció la construcción de una nueva estación en las inmediaciones de la Central de Autobuses y Central de Abasto. La Secretaría de Obras Públicas y Ordenamiento Territorial (Sopot) en coordinación con la Secretaría de Movilidad y Transporte (Semot) retiraron el 11 de julio de 2017, 450 metros lineales por sentido, del carril confinado al Tuzobús, en el tramo de la estación Santa Julia a la Prepa uno para reducir el tráfico.
Para diciembre de 2017, la Sopot emitió la licitación para la construcción de la estación en la Central de Autobuses. De acuerdo con la licitación pública LO-913005997-E126-2017 emitida por la Sopot, la construcción tendría un costo de 16 millones 600 mil pesos mexicanos y estará a cargo del Grupo Galume, con un tiempo de ejecución de seis meses. También se incluye un proyecto de movilidad alternativa, lo que asciende la inversión 3 millones pesos mexicanos. El 8 de marzo de 2018 entró en funcionamiento el Tuzobús Rosa, de uso exclusivo para mujeres.
El 18 de enero de 2019 que la dependencia entregó la obra al Sistema Integrado de Transporte Masivo de Hidalgo (Sitmah); cuya inversión final fue de 19 millones 263 mil 635 pesos mexicanos. El 6 de febrero de 2019, la Semot pondría en operación la nueva estación y el servicio exprés T01, pero tras el incumplimiento de la empresa en la compra de cuatro unidades requeridas fue pospuesta. El 5 de abril de 2019, se instaló sanitarios públicos en las estaciones Tecnológico de Monterrey, Juan C Doria, Hospitales, y Matilde; con una inversión privada de aproximadamente 5 millones de pesos.
El 24 de agosto de 2019 se inauguró la estación Central de Autobuses, el ciclopuerto y la conexión con la ciclovía del Río de las Avenidas; y puso en operación nuevamente de la línea exprés T-01. Para lo cual se arrendo 20 unidades, cuatro de ellas son marca Gran Vial con una capacidad de 80 pasajeros y 16 unidades Torento para 50 pasajeros; arrendadas por la Compañía Vanguardia y Cambio S.A. de C.V. También con una inversión de 1 millón 400 mil pesos mexicanos, el Sistema Integrado de Transporte Masivo de Hidalgo (Sitmah) rescató 10 unidades descompuestas. El 26 de agosto de 2019, se lanzó una app disponible para IOS y Android. El 24 de septiembre de 2019, empezó en funcionamiento el denominado Tuzobúho, un sistema de transporte nocturno.

### Años 2020

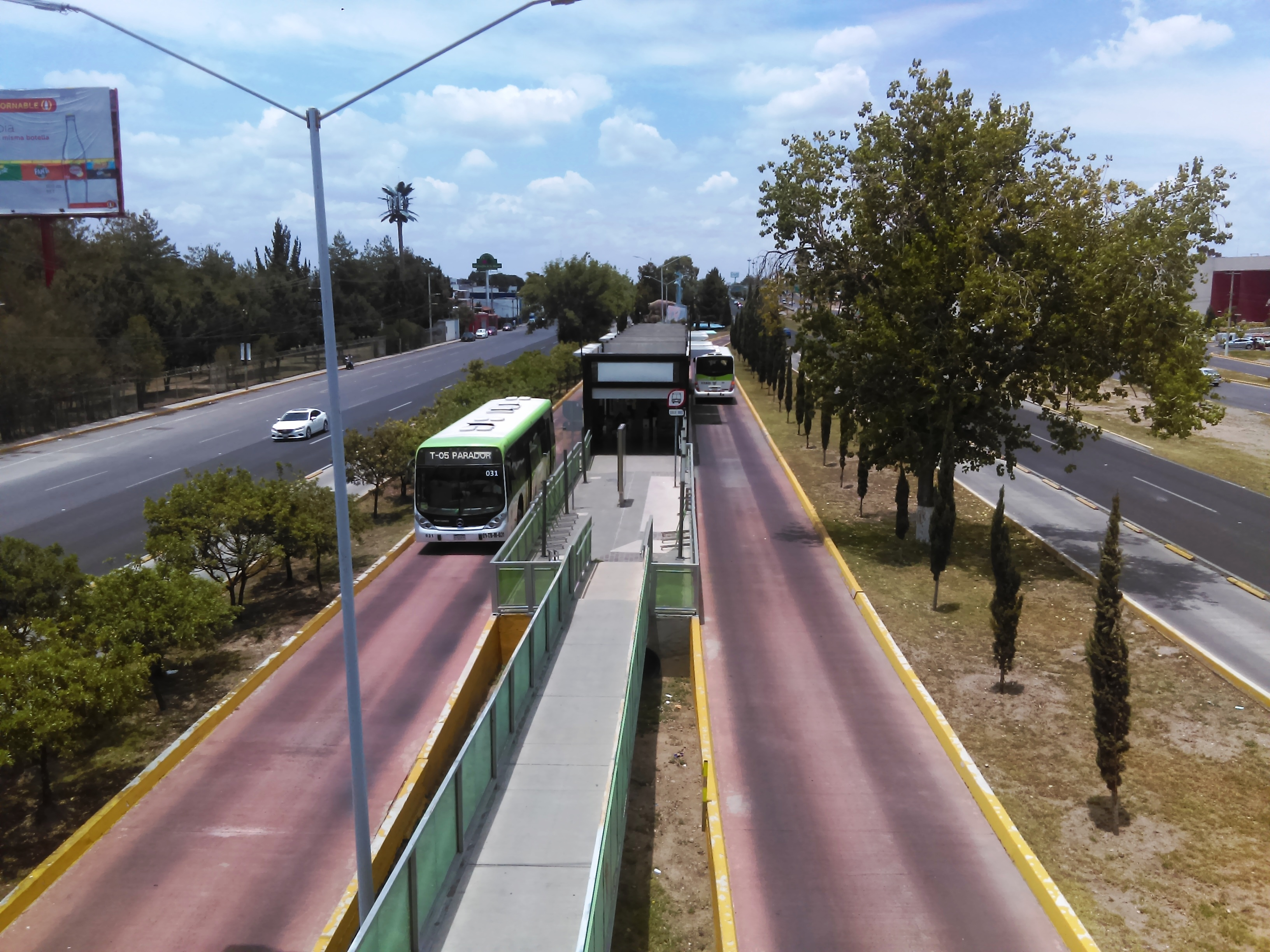
Estación SEPH.

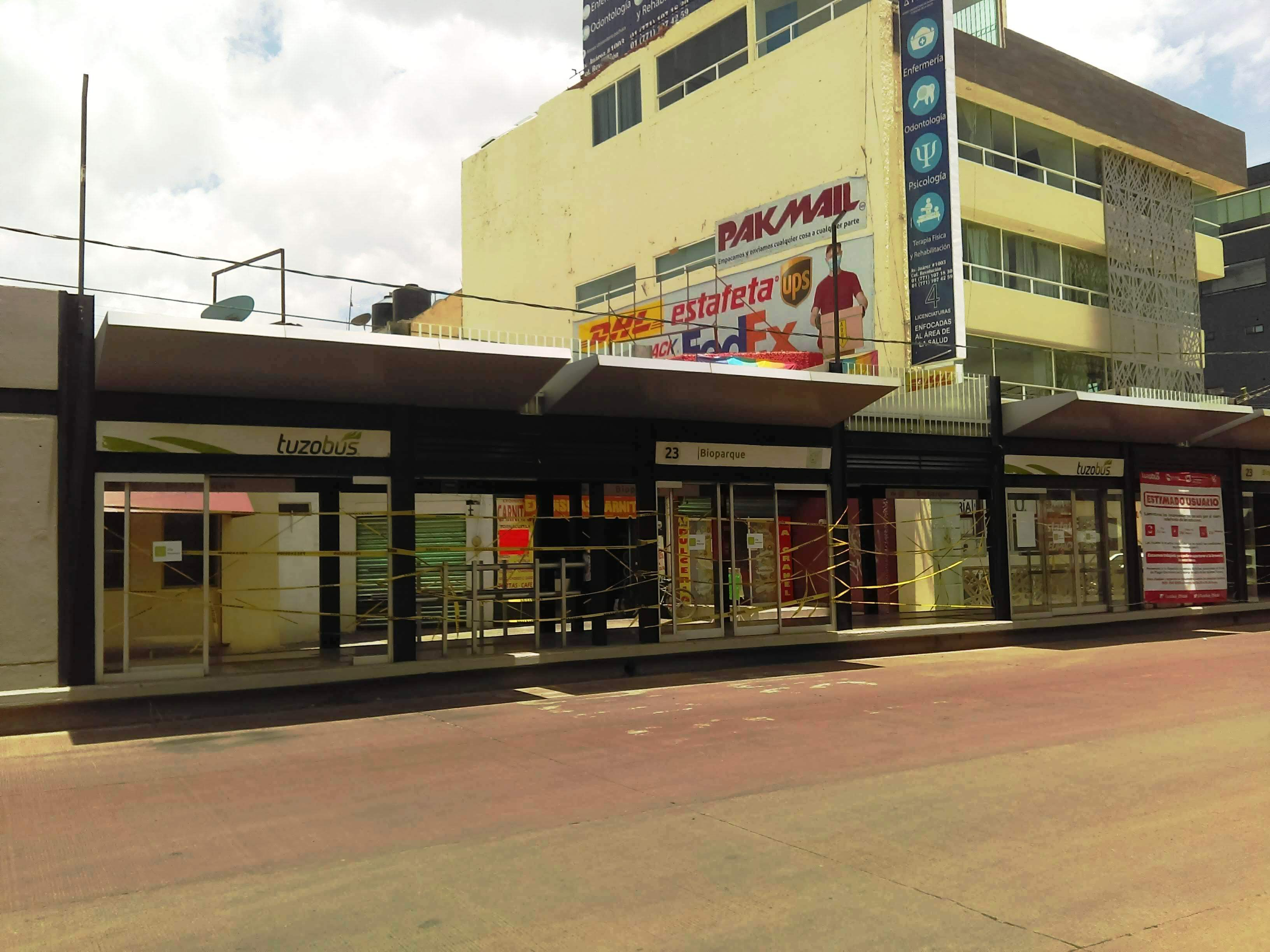
Estación Bioparque fuera de servicio en 2021.

En 2020 durante la pandemia de enfermedad COVID-19 en el estado de Hidalgo, en dos estaciones y en la Central de Autobuses de Pachuca, se colocaron cámaras térmicas. También se suspendió el pago de dinero en efectivo en el servicio troncal y alimentadoras, con la finalidad de privilegiar el uso de tarjetas inteligentes. El número de pasajeros se redujo hasta en un 71.5 %; el pico de usuarios se registra de las 7:00 a las 10:00 y de las 18:00 a las 20:00. En el primer horario la ocupación promedio es de 33.7 %, mientras que por la noche la ocupación es de 29.4 %.
El 11 de enero de 2021, fue suspendido de forma temporal el servicio nocturno Tuzobúho. El 8 de marzo de 2021, durante la marcha para conmemorar el Día Internacional de la Mujer, las estaciones Bioparque, Parque del Maestro y Plaza Juárez fueron vandalizadas; con pérdidas valuadas en un millón de pesos. Entre las afectaciones se reportó la destrucción de 52 vidrios, un módulo de atención en la primera presentó daños en el equipo de cómputo; y se afectó el mecanismo de las puertas automáticas. El 24 de marzo de 2021, se reabrió la estación Plaza Juárez; y partir del 31 de marzo las estaciones Bioparque y Parque del Maestro reactivaron su operación.
El 18 de junio de 2021, después de la marcha por abuso policial  y las muertes de Beatriz Hernández Ruiz y Leobardo H. R.; las estaciones Bioparque, Parque del Maestro y Plaza Juárez fueron de nuevo vandalizadas. Se dio a conocer que fueron 71 cristales rotos en las tres estaciones, 30 de Parque del Maestro, 20 de Bioparque y 21 de Plaza Juárez. El 17 de julio e 2021, se empezó a trabajar en la restauración de la estación Plaza Juárez, con modificaciones que contemplan refuerzo en la estructura de las estaciones con muros de concreto.

## Red

### Corredor 1

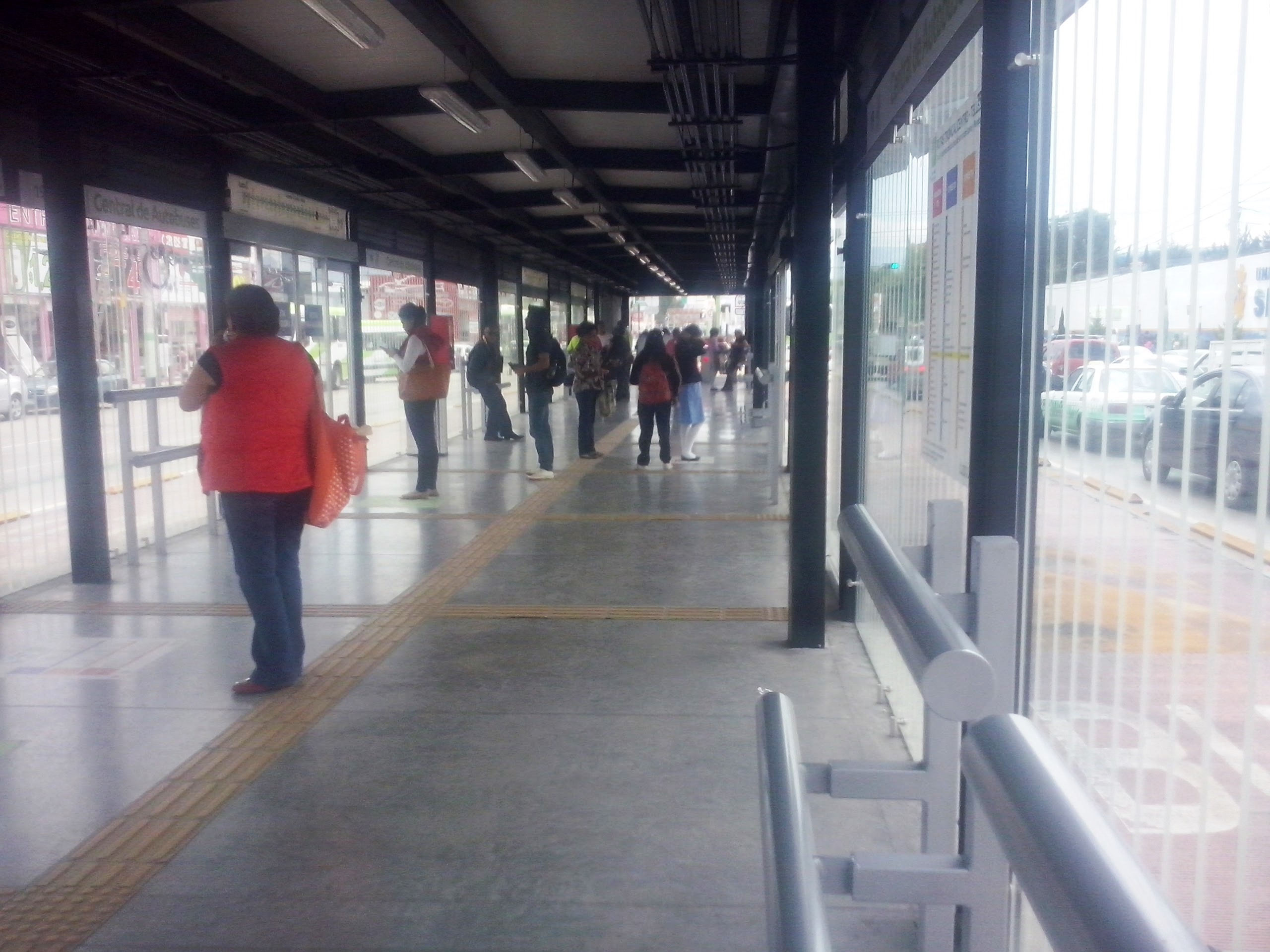
Interior de la Estación Estadio Hidalgo.

El Corredor Téllez-Centro cuenta con 31 estaciones, y una longitud de 16.5 km; recorriendo la Carretera México-Pachuca, Blvd. Felipe Ángeles, el par vial Av. Benito Juárez-Av. Revolución, y en el Centro histórico de Pachuca de Soto las calles de Allende y Matamoros.

#### Rutas
Cuenta con cuatro rutas: el servicio parador (T05) y tres exprés (T01, T02 y T04):
- Exprés T01: Terminal Téllez, Matilde, Felipe Ángeles, Juan C. Doria, Tecnológico, Bicentenario, Tecnológico de Monterrey, Estadio Hidalgo, Central de Autobuses, Prepa 1, Presidente Alemán, Plaza Juárez.
- Exprés T02: Matilde, Felipe Ángeles, Centro de Justicia, Vicente Segura, Juan C. Doria , Hospitales, Bicentenario, Centro Minero, Zona Plateada, Tecnológico de Monterrey, Estadio Hidalgo, Prepa 1, Revolución, Presidente Alemán, Plaza Juárez.
- Exprés T04: Matilde, Efrén Rebolledo, Ejército Mexicano, Felipe Ángeles, SEPH, Tecnológico, Bicentenario, Tecnológico de Monterrey, Estadio Hidalgo, Santa Julia, Presidente Alemán, Plaza Juárez, Niños Héroes, Centro Histórico.
- Parador T05: realiza paradas en todas las estaciones del corredor, excepto en Central de Autobuses.

#### Rutas Alimentadoras

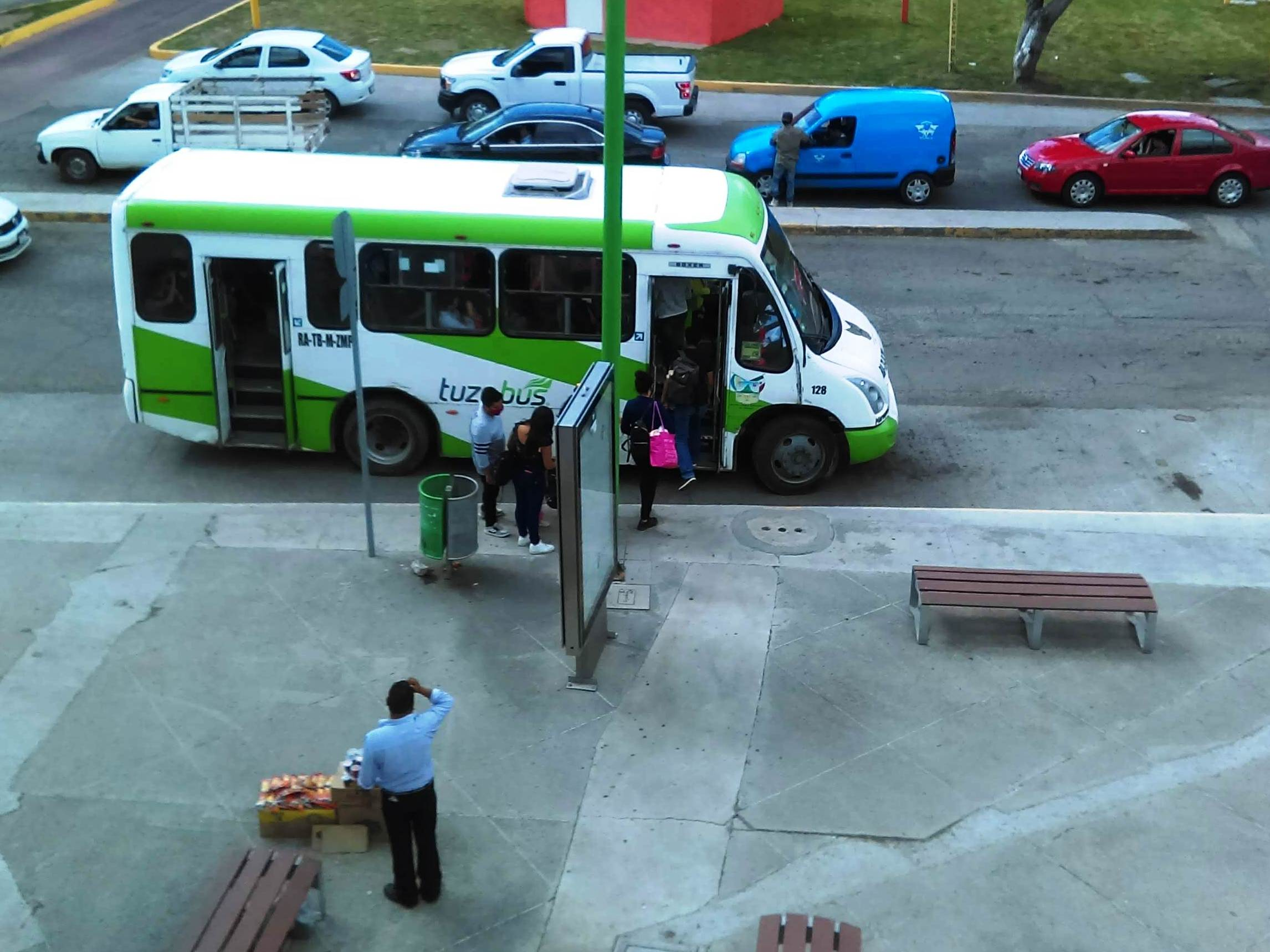
Ruta alimentadora del Tuzobus.

- RA 01: Matilde - Valle Verde - Estación Matilde.
- RA 02:
  - RA 02a: San Alfonso - Estación Maltilde.
  - RA 02b: Villa Fontana - Terminal Téllez - Jagüey de Téllez.
  - RA 02c: Matilde - Estación Central de Autobuses.
  - RA 02d: Viñedos - Privada Palermo - Terminal Téllez.
  - RA 02e: Amores de Don Juan - Terminal Téllez.
- RA 03: Real Toledo - Estación Efren Rebolledo.
- RA 04: Fraccionamiento Lomas de la Plata - La Palma - Estación Tercera Edad.
- RA 05: Parque Urbano - San Antonio - Estación Ejército Mexicano.
- RA 06: Hogares Unión - Estación Ejército Mexicano.
- RA 07: Rancho la Colonia - Villas de Pachuca - Estación Felipe Ángeles.
- RA 08: Los Tuzos - Estación Juan C. Doria.
- RA 09: Pitahayas - Estación Centro de Justicia.
- RA 10: Paseo de Camelinas - Estación Centro de Justicia.
- RA 11: El Huixmí - Estación Centro de Justicia.
- RA 12: Magisterio - Estación Juan C. Doria.
- RA 13: El Venado - Los Tuzos - Estación Hospitales.
- RA 14: San Pedro Nopancalco - Estación Bicentenario.
- RA 15:
  - RA 15a: La Loma - San Cayetano - Estación Estadio Hidalgo - Estación Central de Autobuses.
  - RA 15b: Abetos - Independencia - Estación Estadio Hidalgo - Estación Central de Autobuses.
  - RA 15c: Fraccionamiento Colosio - Punta Azul - Piracantos- Estación Estadio Hidalgo - Estación Central de Autobuses.
- RA 16: San Carlos - Estación Zona Plateada.
- RA 17: Tezontle - San Cayetano - Punta Azul - Santa Julia - Hospital General.
- RA 19: Real del Valle - Valle de San Javier - Santa Julia - Parque de Poblamiento.[nota 4]

### Expansión del sistema
El 8 de octubre de 2015, se anunció una segunda ruta troncal, denominada Corredor Circuito Metropolitano, conectando los municipios de Pachuca y Mineral de la Reforma. El circuito partirá del Monumento al Bombero, siguiendo en Blvd. Colosio hasta el Túnel Independencia, siguiendo por Blvd. Independencia, Blvd. Pachuca-Tulancingo, el par vial Av. Madero-Av. Dr. Eliseo Ramírez Ulloa, las calles de Abasolo, Camerino Mendoza, y el Blvd. del Minero para llegar hasta su punto de origen. En septiembre de 2016, el gobernador de Hidalgo, Omar Fayad descartó una segunda ruta troncal.

## Otros servicios

### Tuzobúho
El 24 de septiembre de 2019, empezó en funcionamiento el denominado Tuzobúho, un sistema de transporte nocturno. Inicialmente este sistema fue presentado para dar servicio durante la Feria San Francisco 2019. A partir del 11 de enero de 2021, fue suspendido de forma temporal el servicio nocturno Tuzobúho.
El sistema tenía un horario de lunes a viernes de 11:00 de la noche a 3:00 de la mañana y los sábados de 10:30 de la noche a 3:00 de la mañana; y operan dos rutas:
- RB1N-BÚHO: De color verde con 32 paradas, 16 de ida y 16 de regreso, que va del centro histórico a Matilde. En el Blvd. Felipe Ángeles se cerraban las estaciones del Tuzobús, pero las unidades circulaban en la lateral y las paradas eran las mismas, excepto en la Central de Autobuses y Terminal Téllez.[49][50]

- RB2N-BÚHO: De color rojo con 17 paradas, ocho en el sentido sur y nueve en el sentido norte, que va sobre el  Blvd. Luis Donaldo Colosio, del fraccionamiento del mismo nombre hasta plaza Q. Entre las paradas se encuentran el Chacón, Privada del Bosque, Cbtis 8, Comercial Mexicana, Plaza Gran Patio, Soriana, Cenhies, Ferrocarril Central, San Cayetano, Gran Foro, El Palmar, Punta Azul y Fraccionamiento Colosio. También la Fuente San Javier y la Central de Autobuses.[49][50]

### Tuzobús Rosa
El Tuzobús rosa también denominado Tuzobús Sihuatl. Cada unidad de la ruta 1 del Tuzobús, cuenta con seis asientos reservados para mujeres. El 8 de marzo de 2018 entró en funcionamiento el Tuzobús Rosa, de uso exclusivo para mujeres. En un principio se inició con dos unidades con cromática rosa donde se dará preferencia al género femenino, para las rutas Exprés T02 y T04.

### Tuzobús app
El 26 de agosto de 2019, se lanzó una app disponible para IOS y Android. La app guarda información sobre los Tuzobuses que están en uso, el mapa de las rutas y el horario en que pasará a cada estación. Permite recibir notificaciones de este sistema de transporte masivo, así como las unidades alimentadoras por ruta, los puntos para recargar crédito en las tarjetas de transporte y sugerencias de mejora. En 2020, la Asociación Latinoamericana de Sistemas Integrados para la Movilidad Urbana Sustentable (SIMUS) otorgó el Premio SIMUS a la Movilidad Urbana Sustentable en la categoría Tecnologías Inteligentes orientadas a la movilidad y también el reconocimiento como mejor iniciativa 2019 a la App Tuzobús Oficial.
Para 2021, la aplicación móvil cuenta con numerosas quejas por desfase de horarios, falta de conexión, entre otras. La aplicación se encuentra en mantenimiento y no existe fecha para su reactivación.

### Ciclopuertos

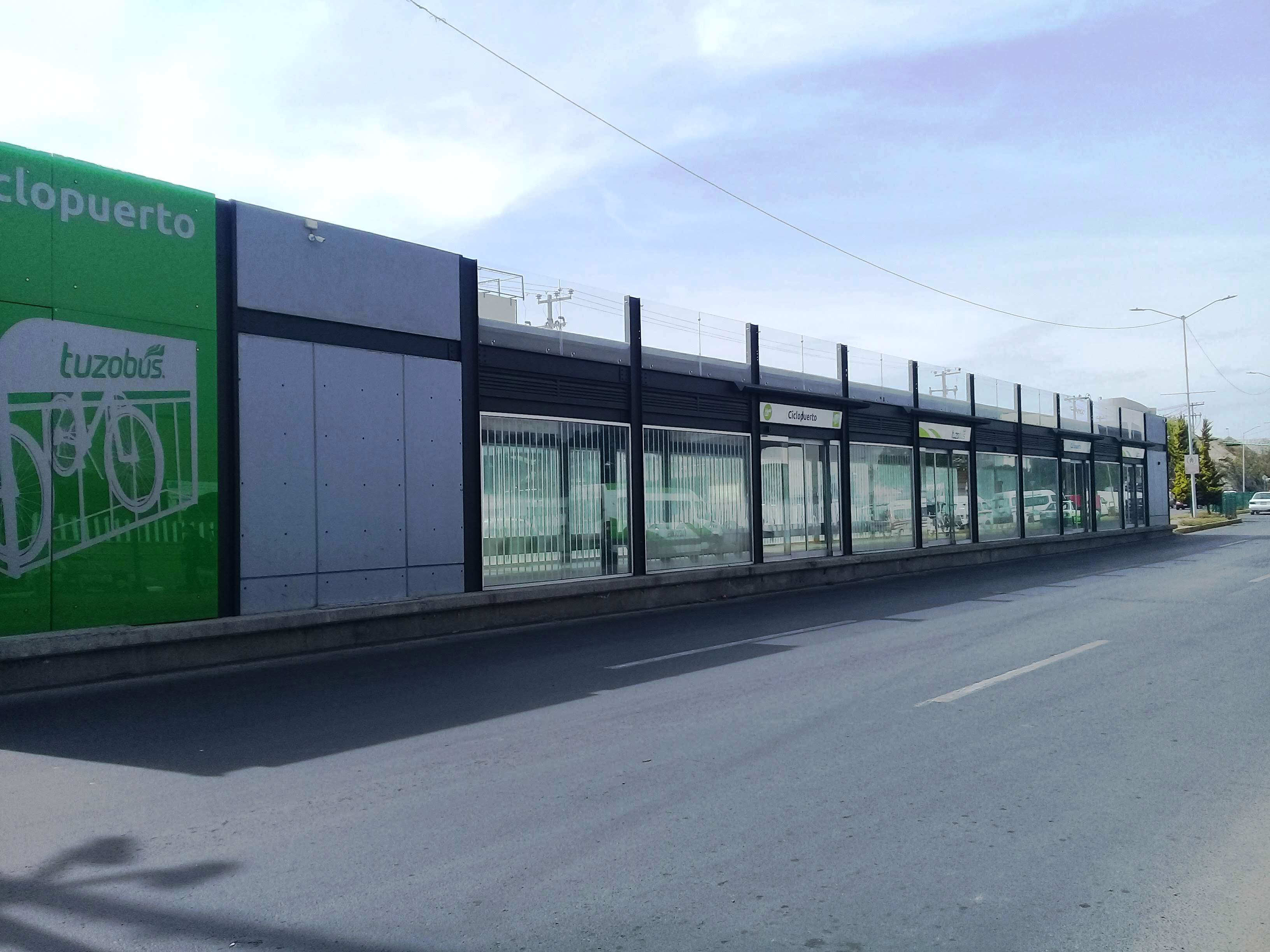
Ciclopuerto de la estación Central de Autobuses.

En las estaciones Central de Autobuses y en la Terminal Téllez se cuenta con ciclopuerto con capacidad de 60 bicicletas y 100 bicicletas respectivamente. También se cuenta con los biciestacionamientos con capacidad para resguardar 338 bicicletas y se ubican en las siguientes estaciones: Gabriel Mancera, Matilde, Efrén Rebolledo, Tercera Edad, San Antonio, Ejército Mexicano, Felipe Ángeles, Centro de Justicia, Vicente Segura, Juan C. Doria, Hospitales, SEPH, Tecnológico, Bicentenario, Zona Plateada, Tecnológico de Monterrey, Estadio Hidalgo, Cuna del Futbol, Santa Julia y Plaza Juárez.

## Tarifas, sistemas de pago y horario de servicio
Tuzobús

Entrada a la Estación Presidente Alemán.

La tarifa vigente es de MXN$ 10.00 (tanto rutas alimentadoras como en la ruta troncal). La forma principal de pago es con la Tarjeta Tuzobús, con la Tarjeta Tuzobús el primer viaje costará $10, primer transbordo $0 y el segundo será de $0 (dentro de los primeros cincuenta minutos de tu último viaje). El horario es el siguiente:
- Lunes a viernes de 5:30 de la mañana a 10:30 de la noche.
- Sábados de 6:00 de la mañana a 10:00 de la noche.
- Domingos de 7:00 de la mañana a 10:00 de la noche.

## Operador
El 13 de octubre de 2014, la Secretaría de Gobierno del estado de Hidalgo extendió el título de concesión T/SG/SITMAH/RITC1ZMP/OC-01/2014 a la empresa Corredor Felipe Ángeles, Sociedad Anónima Promotora de Inversión de Capital Variable (CFA, SAPI CV). Desde 2014 hasta 2019 fue operado por esta empresa. El 6 de febrero de 2019, la ecretaría de Movilidad y Transporte (Semot) pondría en operación la estación Central de Autobuces, y el servicio exprés T01, pero tras el incumplimiento de la empresa en la compra de cuatro unidades requeridas fue pospuesta. El 24 de agosto de 2019 se inauguró la estación Central de Autobuses,y se arrendo 20 unidades, a la Compañía Vanguardia y Cambio S.A. de C.V.
La Semot dio a conocer que por incumplimiento e irregularidades de la empresa Corredor Felipe Ángeles (CFA) SAPI, se podría revocarle la concesión, además que dicha empresa sumaba una deuda de 90 millones de pesos mexicanos, en infracciones, las cuales evadió interponiendo amparos. El 3 de junio de 2019, la Semot, a través del Sitmah, revocó la concesión y tomó la operación del Tuzobús. La empresa CFA presentó acciones jurídicas contra el gobierno de Hidalgo tras la revocación, por lo que la Semot respondió igual con acciones jurídicas. El 3 de julio, un juez concedió la suspensión provisional para que el Sitmah dejara de ejecutar la revocación de la concesión, por lo que la operaciónregresó a CFA; el 9 de julio el juez negó a la empresa la suspensión definitiva de la revocación la operación del servicio regresó al Sitmah hasta que concluya el proceso jurídico.
El 27 de noviembre de 2019, la autoridad judicial se negó la suspensión definitiva al amparo contra los actos realizados por el gobierno de Hidalgo al quitar la concesión a la empresa Corredor Felipe Ángeles S.A.P.I. de C.V., para la operación del Sistema Masivo de Transporte Tuzobús. La empresa Vanguardia y Cambio S.A. de C.V., opera de forma temporal el sistema Tuzobús desde el 2 de diciembre de 2019.

## Parque vehicular

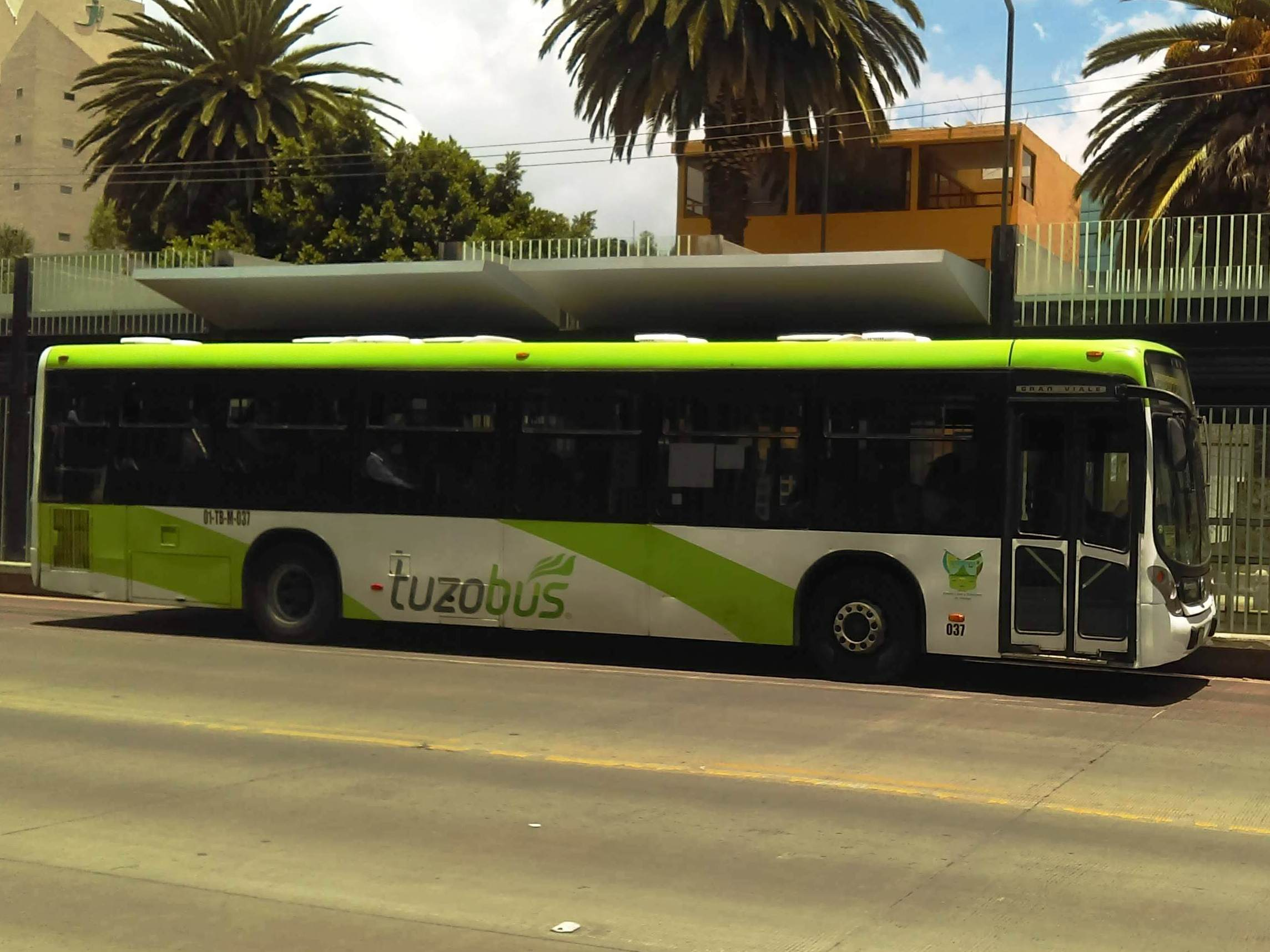
Unidad Mercedes-Benz Marcopolo Gran Viale en la estación Prepa 1.

En un inicio el sistema era soportado por 134 unidades Mercedes-Benz, de las cuales 43 son modelo Gran Viale de 12 m con capacidad de 80 pasajeros; 42 Boxer de 8 m con capacidad para 50 pasajeros y 48 vanes Sprinter para 19 pasajeros. El 24 de agosto de 2019 se inauguró la estación Central de Autobuses, y se puso en operación nuevamente de la línea exprés T-01. Para lo cual se arrendo 20 unidades, cuatro de ellas son marca Gran Viale con una capacidad de 80 pasajeros y 16 unidades Torento para 50 pasajeros; arrendadas por la Compañía Vanguardia y Cambio S.A. de C.V.
También con una inversión de 1 millón 400 mil pesos mexicanos, el Sistema Integrado de Transporte Masivo de Hidalgo (Sitmah) rescató 10 unidades descompuestas. Lo que da un total de 128 vehículos en operación. El 6 de enero de 2020, el  Sistema Integrado de Transporte Masivo de Hidalgo (Sitmah) informó que por día operan 98 unidades; 30 modelo Gran Viale que operan en la troncal, 44 camiones y 24 vanes de los vehículos pequeños para las rutas alimentadoras.

## Críticas y controversias
Este proyecto en sus inicios creó conflicto y polémica entre concesionarios, operadores y usuarios de las rutas de transporte. Distintos organismos señalaban que la demanda, necesidad de movimiento y la oferta de Pachuca es muy baja, así como el nivel de ingreso de la población no soportaría pagar el transporte como el de un BRT. La subsecretaría de Transporte
de Hidalgo dio a conocer que 29 rutas del servicio de pasajeros, salieron de circulación cuando el Tuzobús inicio actividades.
En los primeros años del funcionamiento del Tuzobús recibió constantes críticas de los usuarios y distintos organismos, entre las principales quejas se encuentra el tiempo de traslado, ya que el tiempo era más del doble de lo que solía ser anteriormente. Otra de las principales inconformidades era el costo del servicio: de acuerdo con la revista Forbes, en México los habitantes de Pachuca son quienes ostentan el tercer ingreso más bajo mientras que la tarifa es la segunda más cara. De acuerdo a diversos estudios era necesario laborar el equivalente a 17.6 días de trabajo adicionales al año para costear el incremento al transporte. Los grupos inconformes pedían una tarifa integrada de 5 pesos, aludiendo a que el proyecto original contemplaba un costo de 5 pesos, a la vez que pagando 27.9 pesos a los concesionarios, por cada kilómetro recorrido, bastaría una demanda de 134 000 usuarios diarios para costear todo el sistema.
El 20 de agosto de 2015, un grupo de alrededor 300 inconformes de las colonias de El Huixmí y Santa Gertrudis; tras realizar una manifestación en la estación que se ubica a las afueras de sus colonias, decidieron retener tres unidades de la ruta. Los inconformes manifestaron que el Tuzobús ofrece un mal servicio, ya que a estas colonias solo llegan tres unidades, las cuales llegan a tardar en sus recorridos hasta una hora y media.
El 20 de agosto de 2015, alrededor de 2000 personas se manifestaron contra la operación del Tuzobús, el contingente partió de la Avenida Juárez a partir de la Preparatoria número 1, avanzando sobre Av. Revolución llegando a Plaza Juárez. Los inconformes exigen bajar la tarifa, mejorar el servicio y aumentr el número de vehículos. El 1 de abril de 2016, se realizaron manifestaciones en las paradas del Tuzobús debido a la inconformidad de la reconfiguración de las rutas alimentadoras.
En los primeros meses del año 2016 el Gobierno del Estado de Hidalgo a cargo del gobernador, Francisco Olvera Ruiz; luego del descontento social, anuncio volverían las rutas convencionales a ciertas colonias de Pachuca y Mineral de la Reforma; se obtendrían descuentos para personas de la tercera edad o con discapacidad; la reducción del costo del servicio, suprimiendo el pago por transbordo; la desaparición de dos rutas exprés; y la modificación de las rutas alimentadoras. También se anunció que en los puentes peatonales se agregarían escaleras; debido a que inicialmente solo se contaban con las rampas de acceso, ya que la población los consideraba largos y complicados, estas rampas fueron construidas para facilitar el acceso, a las personas con discapacidad.
En septiembre de 2016, el gobernador de Hidalgo, Omar Fayad descartó una segunda ruta troncal; en diciembre, se dio a conocer el Plan de intervención del sistema de transporte Tuzobús. Dicho programa incluyó varias adecuaciones, mejoras en operación, accesibilidad y tránsito vehicular, con una con una inversión inicial de 10 millones pesos mexicanos. En los primeros meses del año 2017 se rediseñaron distintas rutas alimentadoras.